# 펭귄 클래식

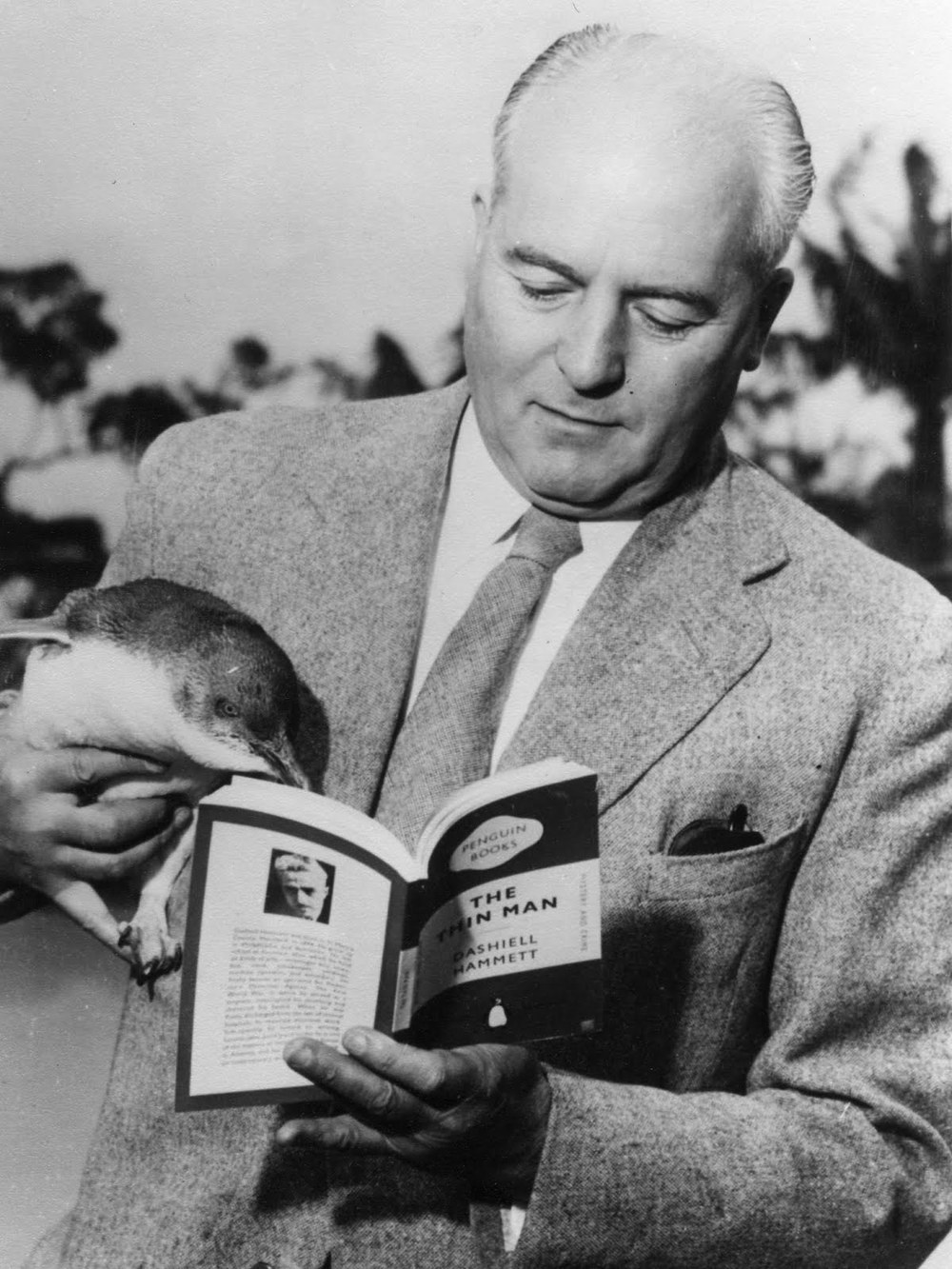
앨런 레인

펭귄 클래식(Penguin Classics)은 펭귄 북스의 출판 인쇄물이다. 1935년 영국에서 처음 창간한 염가의 문고판을 바탕으로 1946년 발간되기 시작되었는데, 현재는 영국을 비롯해 아일랜드, 미국, 캐나다, 호주, 뉴질랜드, 대한민국, 중국, 인도 등지에서 출간되고 있다. 검은색 표지 디자인이 특징이다.

## 역사
1800년대에 창간한 독일의 레클람 문고를 전신삼아 1935년부터 영국의 앨런 레인이 펴내기 시작한 펭귄북스가 문고판을 출간하였다. 이를 바탕으로 1946년, 영국에서 《오디세이아》가 펭귄 클래식으로 최초로 출간되었다. 1947년에는 디자이너 얀 치홀트를 들여와 디자인을 새로이 변경하였다. 그 후로도 다양한 디자이너들이 표지 실험을 했고, 1949년부터 본격적으로 펭귄 클래식과 함께 자매작 격인 시리즈들이 생겨 나간다. 그 예로 1960년대 붉은색 표지의 ‘펭귄 스페셜’ 시리즈와 ‘모던 클래식’ 등이 있다. 1970년 펭귄 북스의 창업자 앨런 레인이 사망한 뒤 회사가 타사에 합병되며 약간의 변화가 생겼고, 2003년에 오늘날의 모습으로 디자인이 변화하면서 펭귄 북스의 대표적인 시리즈로 남아 있다.

## 국가별 펭귄 클래식
대부분의 펭귄 클래식은 영국에서 나온 책을 각 국가에서 그대로 번역, 출간한다. 하지만 국가별로 영국 펭귄 클래식에 없는 판본을 출간하기도 한다. 예를 들어, 한국에서는 알렉산드리아 4중주(로렌스 더럴), 고독의 우물(래드클리프 홀), 켈트의 여명(예이츠), 7인의 미치광이(아를트) 등을 독자적으로 출판했으며 미국에서는 마당을 나온 암탉(황선미)이 출간되기도 했다.

## 같이 보기
- 펭귄 클래식 한국어판